# Телеграф (сайт)
Телеграф — незалежне українське соціально-політичне інтернет-видання, створене 2012 року. Сайт висвітлює події в Україні та світі. Належить українському бізнесмену Вадиму Осадчому. Головний редактор — Ярослав Жарєнов.

## Історія
Видання працює з 2012 року. Влітку 2022 року основною мовою видання стала українська.
10 червня 2022 року прокуратура Ліпецької області РФ надіслала редакції «Телеграфу» вимогу видалити рецепт коктейлю Молотова, опублікований у перші дні повномасштабного вторгнення РФ до України.
18 лютого 2024 року російські хакери зламали сайт видання, розмістивши фейк про “розгром” росіянами елітних підрозділів ЗСУ в Авдіївці. Окрім «Телеграфу» від атаки постраждали сайти «Апостроф», LIGA.net, акаунт «Української правди» в соцмережі Х.

## Відвідуваність
Відвідуваність сайту видання сягає півмільйона користувачів на місяць. Facebook-сторінка має 690 тис. підписників, Телеграм-канал - 60 тисяч.

## Оцінки
2019 року НОК України в рамках конкурсу «Україна олімпійська» назвав «Телеграф» одним із найкращих електронних видань у висвітленні спорту.
У вересні 2022 року ІМІ включив «Телеграф» до списку медіа, що опублікували редакційні політики, оприлюднили дані про головного редактора та контактні дані редакції.
У жовтні 2023 року ІМІ включив «Телеграф» до списку медіа, які оприлюднюють повноцінні редполітики. Відсоток таких інтернет-видань за рік виріс на 2%.
Того ж місяця «Телеграф» увійшов до 80% онлайн-медіа, які вказують імена своїх керівників. ІМІ відніс видання до категорії частково прозорих. Загалом прозорість сайту «Телеграф» у 2023 році значно зросла порівняно з 2022 роком.
За даними ІМІ, у грудні 2023 року більшість матеріалів «Телеграфу» містили порушення журналістських стандартів.
У травні 2025 року Інститут масової інформації відніс «Телеграф» до групи онлайн-видань із рівнем дотримання журналістських стандартів менше 50 % у розділі «Новини». За даними моніторингу, показник видання знизився порівняно з груднем попереднього року, коли він перевищував 50 %. Найпоширенішим порушенням було невідокремлення фактів від коментарів: у стрічці новин публікувалися матеріали з забобонами, прикметами, побутовими порадами та клікбейтними заголовками, не пов’язаними з актуальними подіями. ІМІ також зафіксував випадки порушення стандарту достовірності (використання узагальнених або анонімних джерел) та балансу думок, а також публікацію матеріалів з ознаками замовності без відповідного маркування.

## Інциденти
На працівників видання відбулося кілька нападів. 5 вересня 2022 року в Києві невідомий напав на політичну журналістку видання Юлію Забєліну біля її будинку, їй вдалося втекти.
25 листопада 2022 року на Забєліну напали вдруге. За її словами, цей напад був схожим на попередній, на думку Юлії, напад пов'язаний із журналістською діяльністю.
30 березня 2023 року, під час зйомок сюжету на території Києво-Печерської лаври, священник УПЦ МП пошкодив обладнання фотокореспонденту «Телеграф» Яну Доброносову. 
25 серпня 2023 року «Телеграф» звинуватив NV у неправомірному використанні та неналежному поданні світлини з президентом авторства фотокореспондента Яна Доброносова. Видання вказало автора і видання, але не дало лінк і обрізало марку. Того ж дня під вечір сайт NV проредагував новину з фото: вказали автора фотографії та до якої редакції він належить.